# Tipulidae
I Tipulidi o tipule (Tipulidae Latreille, 1802) sono una famiglia di insetti dell'ordine dei Ditteri (Nematocera: Tipulomorpha).

## Generalità
Apparentemente somiglianti nell'aspetto alle zanzare, le Tipulidae sono spesso identificate appunto come i maschi delle zanzare. In realtà si tratta di insetti che, oltre alle dimensioni maggiori (quattro 
o cinque volte più grandi), ne differiscono marcatamente per molti caratteri morfologici e per l'etologia; l'associazione delle tipule alle zanzare è dunque del tutto inappropriata. In particolare, va osservato che, a differenza delle zanzare, le tipule sono incapaci di pungere e l'unico danno che producono alcune specie è di tipo economico per il regime dietetico essendo un animale fitofago.
La forma caratteristica e le dimensioni ragguardevoli li rendono facilmente riconoscibili. Va però precisato che le tipule possono essere confuse facilmente con altri Nematoceri dall'aspetto simile, più o meno correlati sotto l'aspetto tassonomico e filogenetico, per lo più appartenenti agli infraordini dei Tipulomorpha e dei Ptychopteromorpha. Nel complesso si usa genericamente la locuzione di aspetto tipuloide o tipuliforme. Facendo riferimento al rapporto fra dimensioni corporee e sviluppo delle zampe, gli anglosassoni e gli spagnoli indicano genericamente gli insetti di aspetto tipuloide con le rispettive locuzioni di crane flies e moscas grúas ("mosca gru"), associandoli per attinenza alle gru.
L'identificazione, sotto l'aspetto lessicale e nomenclaturale, tra i Tipulidi, l'aspetto tipuloide e i taxa superiori che li comprendono (superfamiglia Tipuloidea e infraordine Tipulomorpha), a rigore, sarebbe inappropriato, in quanto questa famiglia non è la più rappresentativa. Pur trattandosi di una famiglia ricca di specie (5-6 000 specie), i Tipulidi sono appena la metà di una famiglia più vasta e più comune, quella delle Limoniidae, che comprende oltre 11 000 specie. D'altra parte, nella tassonomia tradizionale e, ancora oggi, fra gli Autori anglosassoni, la famiglia dei Tipulidae si identifica con un raggruppamento esteso che comprende anche i Limoniidae e le altre famiglie minori dei Tipuloidea (Cylindrotomidae e Pediciidae). Non essendoci ancora un consenso sulla suddivisione sistematica dei Tipuloidea, in letteratura si usa spesso distinguere fra Tipulidae sensu lato e Tipulidae sensu stricto, includendovi o meno anche i Limoniidae, i Pediciidae e i Cylindrotomidae.

## Descrizione

### Adulto

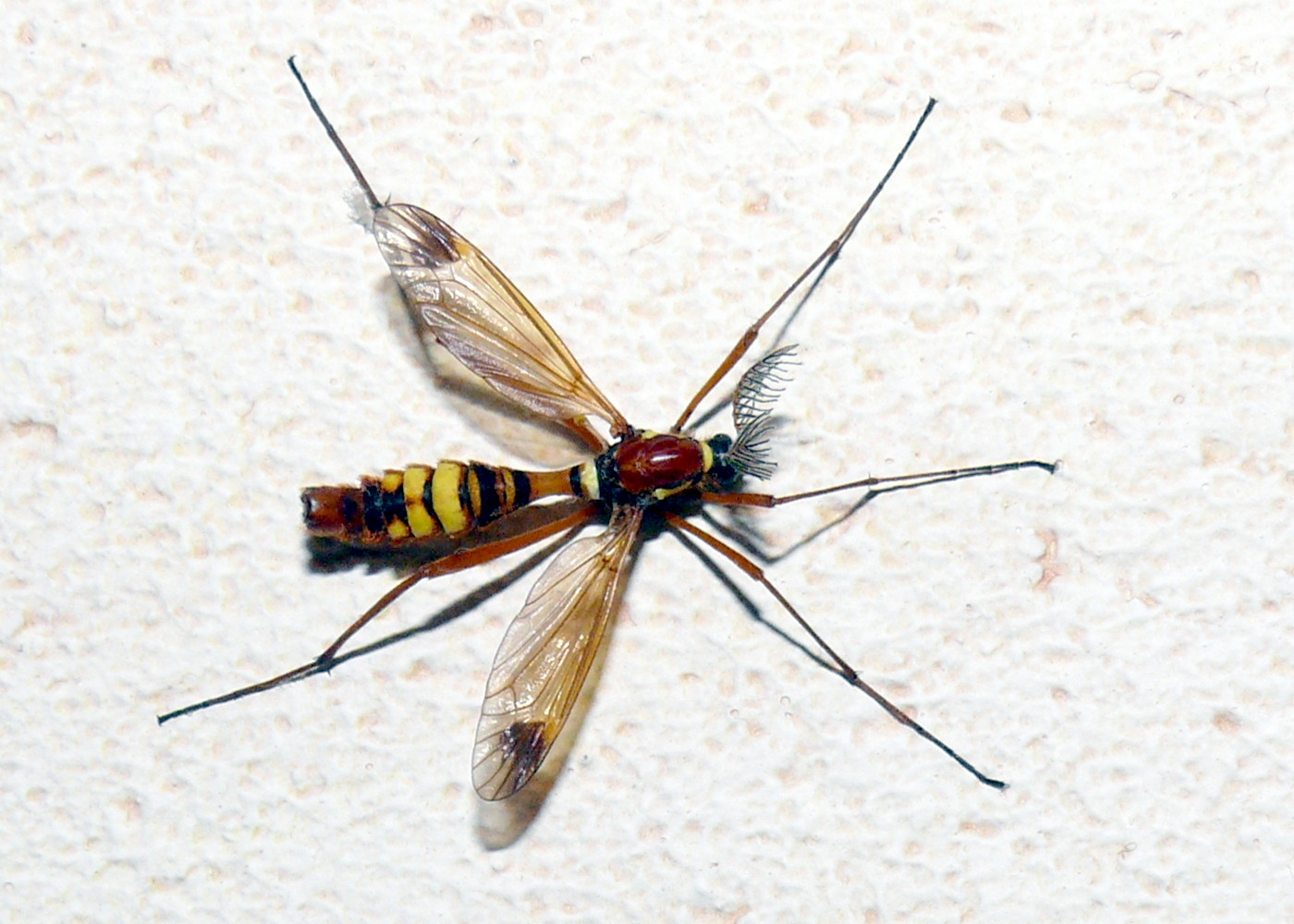
Aposematismo in un maschio di Ctenophora sp.

Le tipule hanno una morfologia primitiva, nell'ambito dei Ditteri, presentandosi come insetti di medie o grandi dimensioni, dal corpo esile, stretto e allungato, provvisto di zampe sottili ma di eccezionale lunghezza e di ali grandi, strette e lunghe, generalmente trasparenti o marcate da pigmentazioni zonali. Le livree sono talvolta appariscenti, ma in genere ricorrono colori abbastanza neutri variabili dal bruno al rossastro al giallastro al nerastro. In alcuni tipulidi (Ctenophora) ricorre anche il mimetismo batesiano, con l'imitazione dell'aspetto di Imenotteri Icneumonidi.
Il capo dei Tipulidi è tipicamente prognato e allungato, per il marcato sviluppo in lunghezza del clipeo e delle guance, formando una struttura preboccale, detta nasus, che porta all'estremità l'apparato boccale vero e proprio. Questo è di tipo lambente-succhiante, è breve e poco visibile, ad eccezione dei palpi mascellari e del labbro inferiore, che forma un vistoso doppio labello.

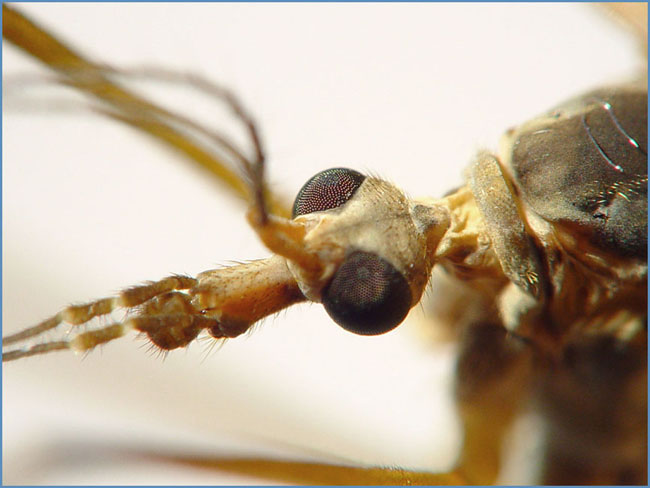
La caratteristica conformazione del capo di un tipulide.

I caratteri differenziali che permettono di distinguere i Tipulidi dagli altri tipuloidei consistono nel maggiore sviluppo, in proporzione, della regione geno-clipeale e, soprattutto nella conformazione dei palpi mascellari: come in tutti i Tipuloidi, i palpi sono composti da 4 articoli e sono piuttosto lunghi, ma i Tipulidi presentano l'ultimo articolo marcatamente più lungo degli altri, in genere quanto il secondo e il terzo messi insieme. Gli occhi sono relativamente grandi, di forma globosa, distanziati e posizionati ai lati del cranio, che in questa zona ha uno sviluppo trasverso e più largo rispetto alla regione clipeo-genale. Gli ocelli sono assenti come in tutti i Tipuloidi. Le antenne sono moderatamente allungate, talvolta verticillate (Tipulinae) oppure pettinate (maschi dei Ctenophorina), composte nella maggior parte delle specie da 12-13 articoli o, in casi eccezionali, al massimo 15.

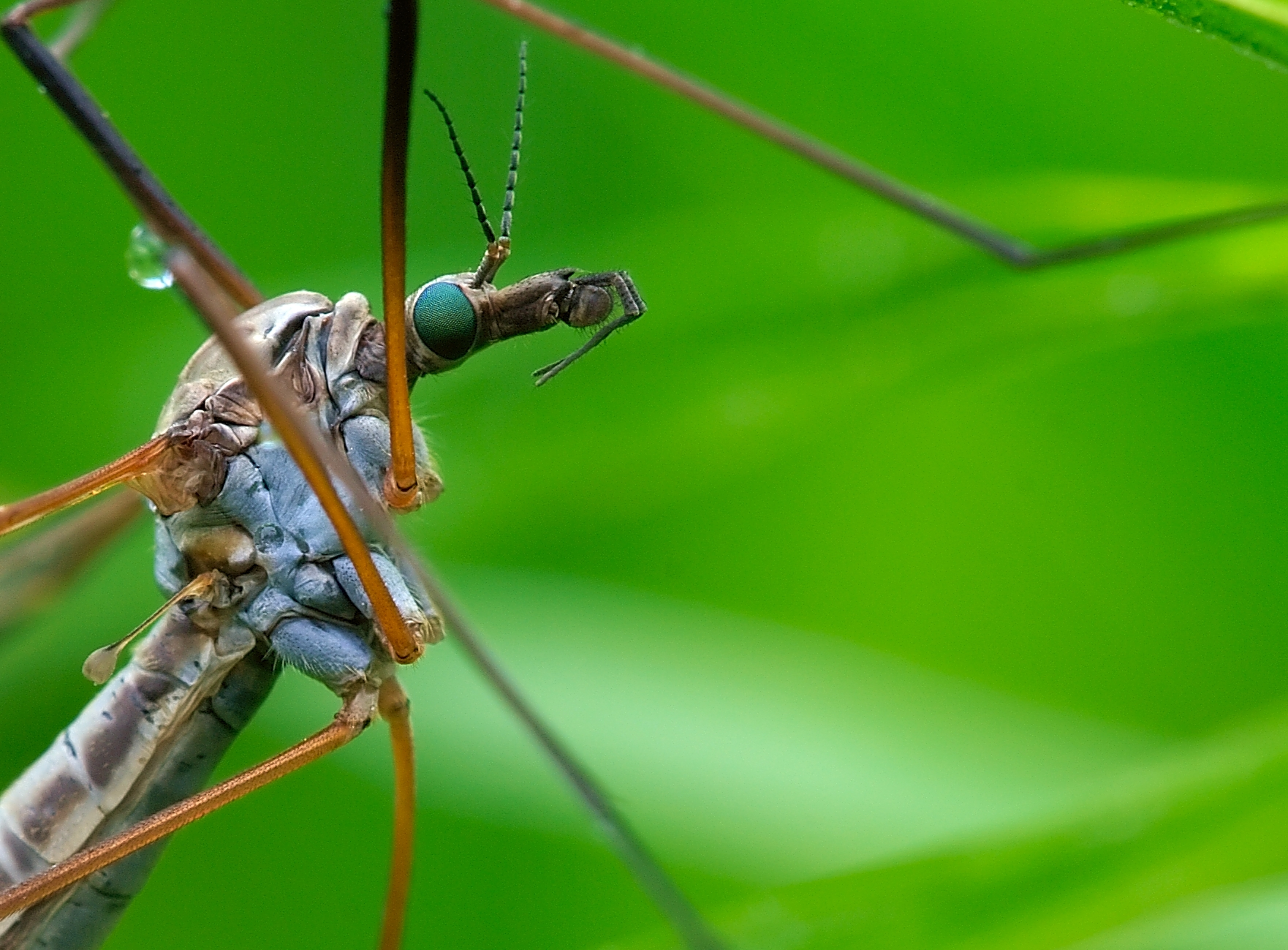
Capo e toraci visti lateralmente. Dell'apparato boccale sono ben visibili i palpi e il labellum, disposti all'estremità del nasus.

Il torace è moderatamente gibboso e come nella generalità dei Tipuloidi presenta sul mesonoto una sutura trasversa conformata a V, con vertice rivolto posteriormente. La lunghezza delle zampe è il carattere più evidente, condiviso comunque con tutti gli altri insetti di aspetto tipuloide: hanno coxa e trocantere brevi, femore e tibia notevolmente lunghi. Il tarso è composto da 5 segmenti, di cui il primo notevolmente lungo; come negli altri Tipuloidei, il pretarso è provvisto di due processi pari (pulvilli) e un lobo impari espanso (arolio). L'estremità delle tibie è priva di speroni, che sono invece presenti nella generalità dei Cylindrotomidae e in una parte dei Limoniidae. Un carattere particolare associato alla morfologia delle zampe è la facilità con cui occorre l'automutilazione (autotomia) per distacco della zampa in corrispondenza dell'articolazione femoro-trocanterica; questo carattere è una forma di difesa nei confronti dei predatori, ai quali sono facilmente esposti per la loro mobilità stentata. Le ali sono ben sviluppate, di forma allungata e relativamente stretta, con lobo anale ampio e poco pronunciato. Sono generalmente glabre, membranose e trasparenti ed hanno una nervatura complessa, comprendente 10-11 vene longitudinali raggiungenti il margine.

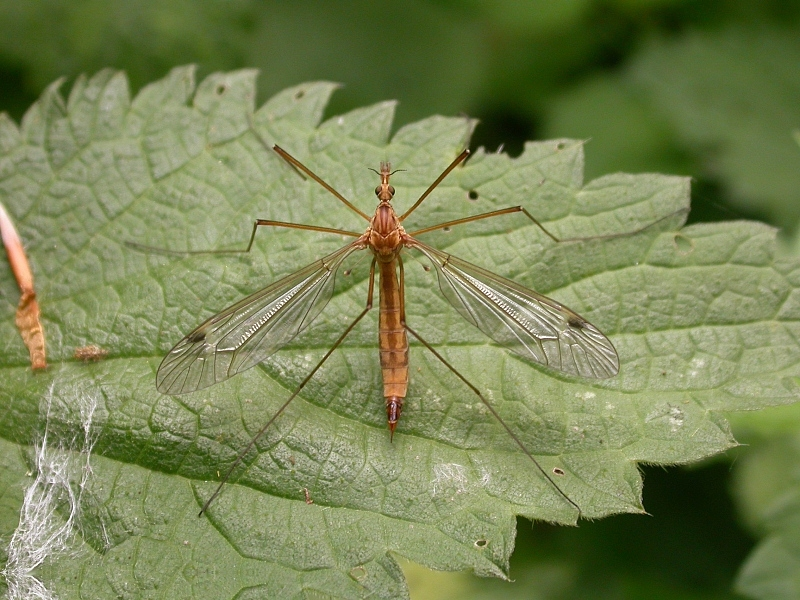
Femmina di tipulide. Sono ben visibili la sutura dorsale a V del mesonoto e la conformazione dell'ovopositore di sostituzione.

L'addome è sottile e allungato, di forma irregolarmente cilindrica, composto da 9 uriti apparenti. Quello dei maschi presenta sull'ultimo urite due appendici, dette clasper o claspettes, associate alle armature genitali e utilizzate per trattenere l'addome della femmina durante la copula. L'addome delle femmine è fusiforme per la trasformazione degli ultimi uriti in un ovopositore di sostituzione di forma conica.
La nervatura alare presenta la complessità tipica dei tipuloidi, carattere alquanto primitivo, con oltre 8 vene longitudinali raggiungenti il margine. La costa si estende su tutto il margine alare. La subcosta è strettamente ravvicinata alla radio. Caratteristica della maggior parte dei Tipulidi sensu stricto è la scomparsa del ramo Sc1, perciò l'apice della subcosta appare ricurvo e confluisce sulla radio.
La radio ha tre o quattro rami terminanti sul margine, in relazione al numero di divisioni che subisce il settore radiale. L'identificazione delle divisioni di questa vena, in letteratura, non è uniforme, come si verifica anche per gli altri Tipuloidi. La prima biforcazione del settore radiale origina due branche, di cui la prima è interpretata, secondo gli Autori, come base di R2+3 o come base di R2+3+4, mentre la seconda è interpretata come R5 o come R4+5. Quest'ultima branca è sempre indivisa, mentre la prima può subire una o due divisioni, originando rispettivamente due o tre vene. L'associazione di R4 alla prima branca del settore radiale, indicata talvolta in letteratura con la locuzione capture of R4 by R2+3 stem ("cattura di R4 da parte del ramo R2+3"), risale ad un'ipotesi formulata da Alexander (1927). Questo ditterologo, specializzato nella tassonomia dei Tipuloidei, interpretò la configurazione della radio negli attuali Tipuloidei come un risultato evolutivo dell'ancestrale suddivisione del settore radiale nelle due branche R2+3 e R4+5. La teoria di Alexander è stata discussa da Hennig nel 1954 e successivamente da vari Autori che, trattando la filogenesi dei Nematoceri, hanno dovuto affrontare il problema della plesiomorfia della configurazione della radio. Di fatto, in letteratura si ritrovano differenti interpretazioni - nel contesto di una semplificazione della nervatura - e apparentemente incongruenti nell'applicazione della terminologia nei diversi livelli di semplificazione anche nell'ambito di uno stesso taxon. Adottando l'ipotesi di Alexander, le ramificazioni della radio nei Tipulidae si identificano in uno dei due casi seguenti:
- nel caso di tre rami raggiungenti il margine: R1 (o R1+2), R3+4, R5 (Tipulinae, Dolichopezinae);
- nel caso di quattro rami: R1 (o R1+2), R3+4, R4, R5 (Tipulinae, Ctenophorinae).

Il ramo R2, quando è presente, diverge da R3 o da R3+4 e assume una posizione trasversale o obliqua all'indietro per confluire su R1. La conformazione nella nervatura in questa regione è spesso poco marcata e confusa a causa della debole sclerificazione delle vene, dell'eventuale presenza di pigmentazioni, della stretta associazione della subcosta con la radio. Un altro carattere morfologico interessante, utile per la determinazione di alcuni generi, è la conformazione del tratto basale del settore radiale. In alcuni Tipulidi (es. Dolichopezinae), il settore radiale è piuttosto breve perché si origina in posizione distale ed ha un percorso quasi trasversale; nella maggior parte della famiglia, comunque, la base del settore radiale trae origine in una posizione più prossimale e, dopo un breve tratto trasversale, ha un percorso longitudinale.
| Vene delle ali di Tipulidae | Vene delle ali di Tipulidae |
| Schemi ricorrenti della nervatura alare dei Tipulidi. A sinistra: nervatura con 5 branche distinte della radio e con settore radiale lunga (es. vari Tipulinae). A destra: nervatura con 4 branche distinte della radio e con settore radiale breve (es. Dolichopezinae). Legenda: C: costa; Sc: subcosta; R: radio; M: media; Cu: cubito; A: anale; h: omerale; r-m: radio-mediale; m-m: mediale; dm-cu: medio-cubitale; dm: cellula discale. |                             |

La media è in genere suddivisa in tre ramificazioni, con biforcazione M1+2 generalmente in posizione distale rispetto alla cellula discale. La cubito è rappresentata dal solo ramo anteriore, suddiviso in CuA1 e CuA2. Le anali sono due e complete, come nella generalità dei Tipulomorfi, e diritte, come nella generalità dei Tipuloidei. La seconda anale è in genere lunga circa la metà della prima anale oppure circa un terzo (Dolichopezinae).

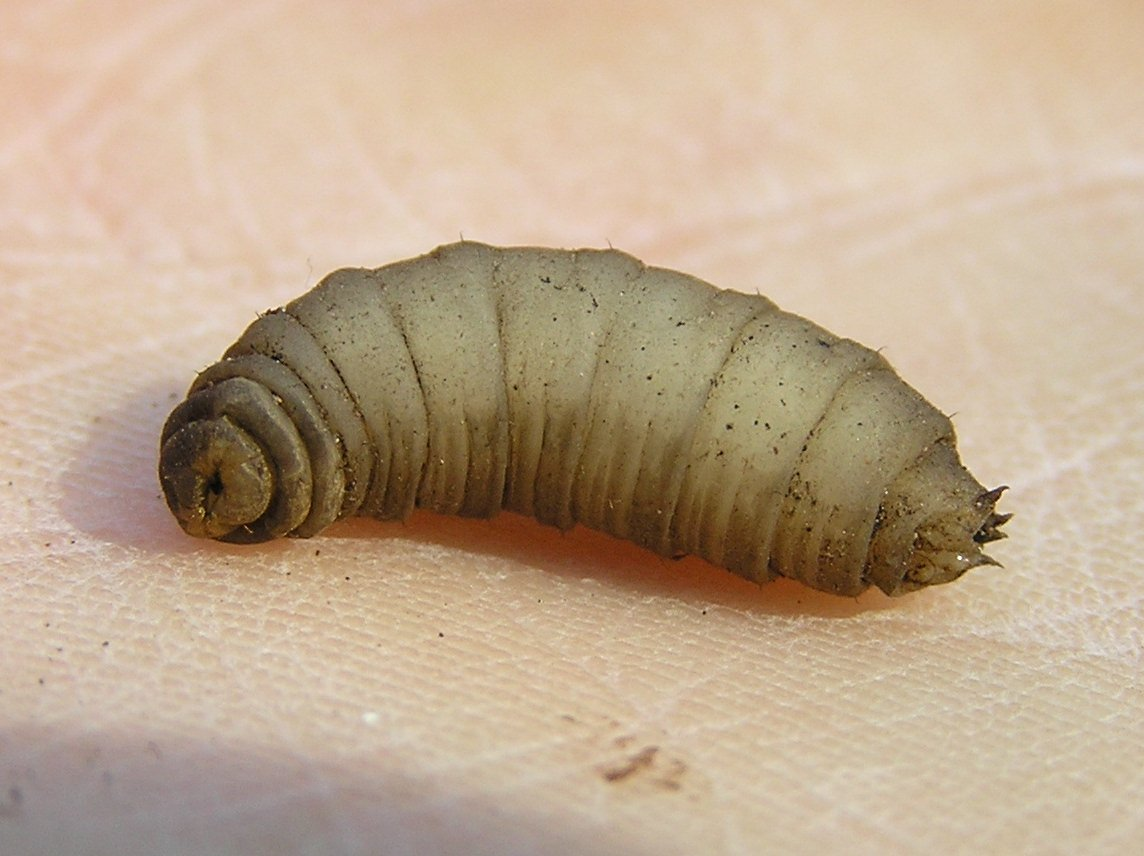
Aspetto tipico della larva dei Tipulidi, con il tegumento glabro e grigiastro, il capo retrattile (a sinistra) e i processi conici caudali (a destra). Le larve sono dette, in inglese, leather jackets ("giacche di cuoio") per la robustezza del tegumento.

Le nervature trasversali della regione remigante sono rappresentate dalla radio-mediale (r-m), che connette R5 a M1+2 in corrispondenza del vertice anteriore prossimale della cellula discale; dalla mediale (m-m), che connette il ramo M1+2 o la sua biforcazione a M3; dalle medio-cubitali, che chiudono la cellula discale dal lato prossimale e da quello distale. Più raramente (es. in alcune Dolichopeza), la medio-cubitale basale ha una posizione più prossimale e trae origine della base della media. Sempre in alcune Dolichopeza e in altre specie, la mediale può essere assente o debolmente sclerificata, perciò la cellula discale può essere più o meno marcatamente aperta.

### Larva
La larva dei Tipulidi è apoda ed eucefala, con capo retrattile. Il corpo, di colore grigio, ha una forma irregolarmente cilindrica, leggermente più sottile nella zona cefalica, e un tegumento robusto. La zona caudale è tronca e termina con due superfici appiattite contenenti rispettivamente i due unici stigmi e l'apertura anale. Sia gli stigmi sia l'ano sono circondati da papille coniche appuntite.
La presenza di due soli stigmi nella zona anale indica una relazione con le larve acquaiole, presenti peraltro anche fra i Tipuloidei, tipiche dei Nematoceri primitivi, nelle quali la respirazione si svolge in genere grazie alla presenza di due stigmi addominali, portati all'apice di processi o veri e propri sifoni respiratori disposti in posizione caudale.

### Pupa
La pupa ha anch'essa una forma cilindrica, affusolata nella zona caudale, provvista di processi conici all'estremità dell'addome. Sul dorso del primo segmento toracico sono presenti due processi respiratori (cornetti respiratori).

## Habitat e biologia

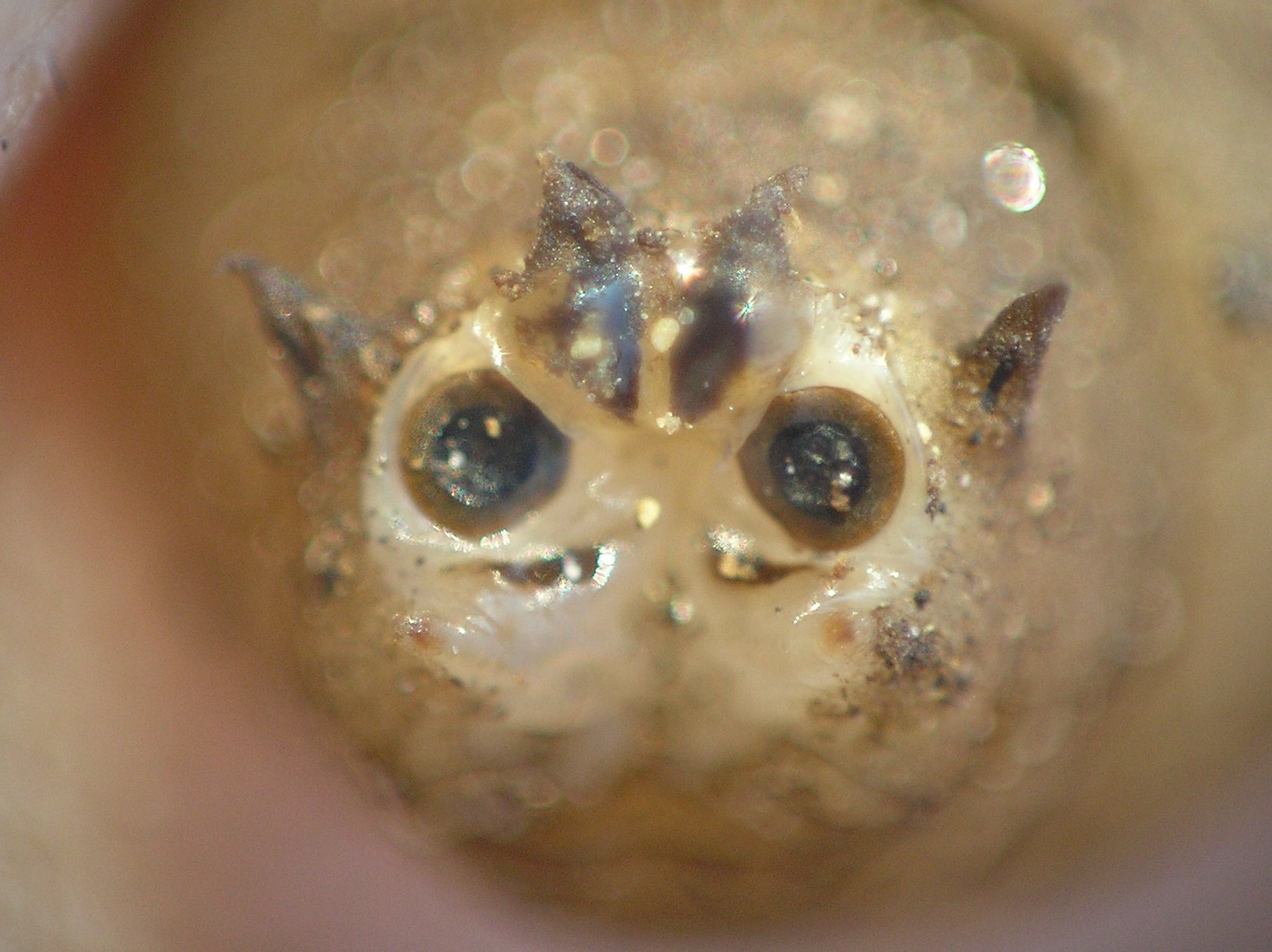
Particolare della regione anale della larva: sono bene evidenti le papille coniche peristigmatiche e i due spiracoli tracheali.

Nelle regioni temperate, i Tipulidi svolgono in genere un ciclo con 1-2 generazioni l'anno e con svernamento allo stadio di larva. Gli sfarfallamenti hanno luogo in primavera o in autunno oppure in primavera e in autunno.
Le larve dei Tipulidi sensu stricto sono per lo più terricole ma associate alla presenza di un'elevata umidità del terreno o del substrato di crescita. Popolano perciò i suoli umidi, le lettiere vegetali, il legno marcescente oppure si comportano come semiacquatiche, colonizzando il suolo ai margini di corsi d'acqua e degli stagni. Rare sono le specie con larve prettamente acquatiche.
Il regime dietetico è prevalentemente saprofago, a spese di materiale organico di origine vegetale, fra cui anche il legno. Nell'ambito della famiglia sono tuttavia presenti alcune specie, in proporzione pochissime, le cui larve possono comportarsi come fitofaghe a tutti gli effetti, in quanto nei primi stadi si nutrono a spese dei semi o delle piantine in fase di germinazione e successivamente a spese di radici o di qualsiasi parte dell'apparato vegetativo aereo a contatto con il suolo o nella immediata prossimità. Le larve terricole si rifugiano durante il giorno in piccole gallerie verticali formate nel profilo del terreno (pozzetti). Durante la notte fuoriescono dai pozzetti per alimentarsi, uscendo anche alla superficie. Il comportamento è singolare in quanto, muovendosi come vermi, afferrano le foglie cercando di staccarle o di attirarle all'imboccatura della galleria.
Gli adulti sono presenti generalmente in ambienti umidi e freschi, ma non mancano le specie che possono ritrovarsi anche in luoghi più o meno asciutti. Come in tutti i Tipuloidi, la loro vita è relativamente breve e concentrata sulla riproduzione.

## Antagonisti naturali

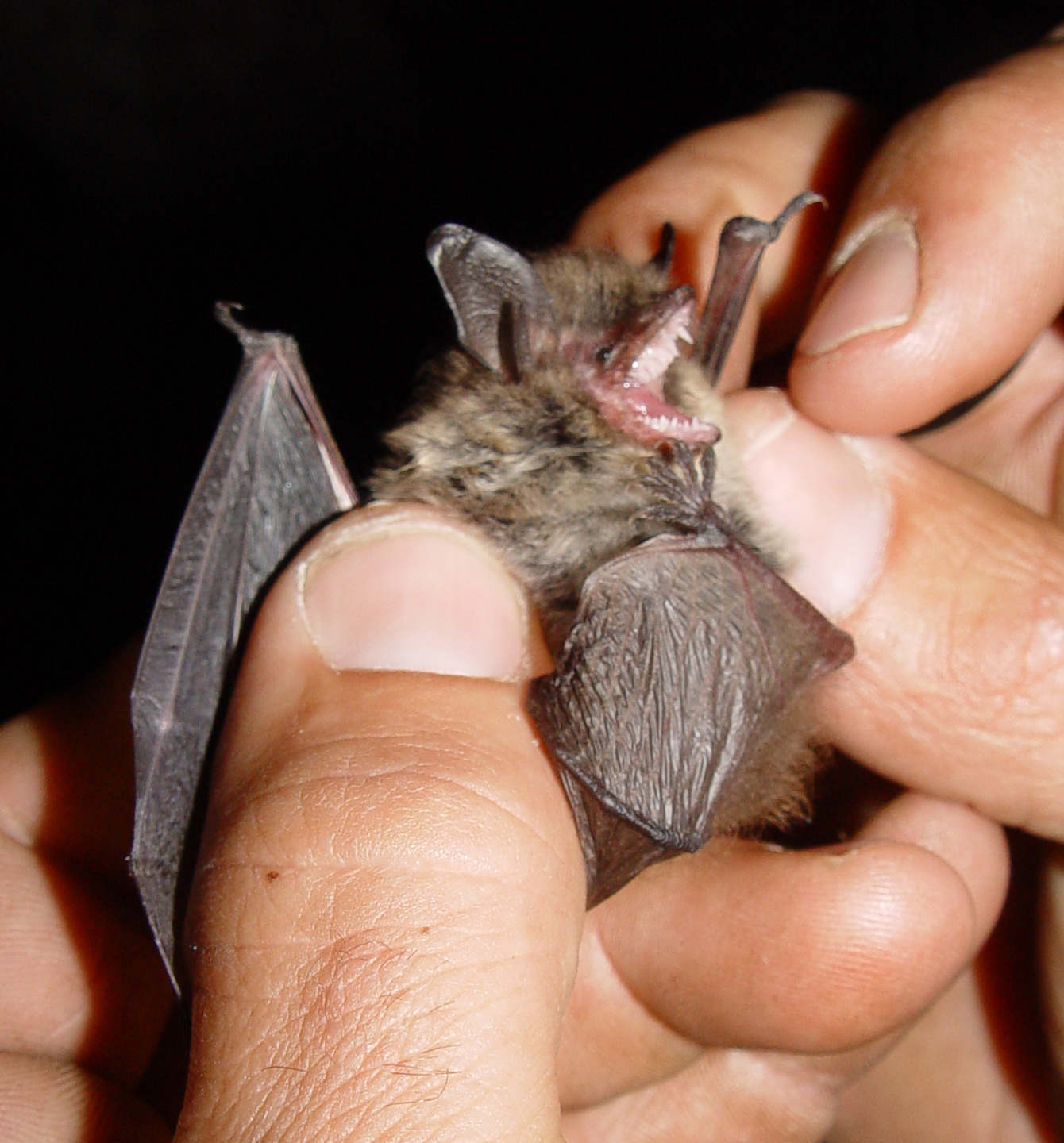
Il vespertilione mustacchino. La sua dieta è composta prevalentemente da adulti di tipule.

Gli antagonisti naturali si annoverano soprattutto fra i Vertebrati e, in particolare, hanno un ruolo di primo piano gli uccelli e i Chirotteri della famiglia dei Vespertilionidi; in quest'ultima famiglia sono ad esempio attivi predatori di tipulidi i pipistrelli delle specie Myotis mystacinus, Pipistrellus pipistrellus, Eptesicus nilssonii. Per alcuni di questi animali, le tipule, allo stadio adulto o allo stadio giovanile, possono costituire anche il componente principale, se non esclusivo, della dieta. Ad esempio, le larve di tipulidi messe a disposizione dallo scioglimento delle nevi rappresenterebbero la risorsa trofica fondamentale per l'allevamento della prole del fringuello alpino (Montifringilla nivalis): per sostenere una nidiata di quattro piccoli sono necessarie oltre 500 larve.
Negli Artropodi sono attivi i coleotteri delle famiglie dei Carabidae e degli Staphylinidae, fra i predatori, e alcuni ditteri della famiglia dei Tachinidae (Bucentes crestata, Bucentes geniculata), fra i parassitoidi.

## Importanza economica
In generale, pur essendo fondamentalmente fitosaprofaghe, alcune specie di Tipulidi possono provocare danni non trascurabili alle coltivazioni erbacee. Data la polifagia, non esiste una particolare specificità, ma tali attacchi si verificano frequentemente a spese di piante erbacee coltivate su terreni umidi, condizioni che in generale si verificano nei casi di cattivo drenaggio o di frequenti e abbondanti irrigazioni. Quest'ultima condizione fa sì che gli attacchi da parte delle tipule sono più frequenti su determinate colture: particolarmente esposte sono le colture foraggere (prati, erbai), i tappeti erbosi costituiti a scopo ricreativo o sportivo, le colture di cereali, in particolare di riso e mais, i vivai, le coltivazioni ortive e i giardini. In condizioni di ristagni persistenti e di cattivo drenaggio, la gamma delle coltivazioni esposte agli attacchi delle tipule si estende notevolmente.
I danni possono essere di vario tipo, subordinati sia al comportamento delle larve sia alle caratteristiche intrinseche della coltura. Le larve giovani indirizzano la loro attività trofica sui semi e sulle piantule nel corso della germinazione, perciò il danno consiste nella fallanza delle emergenze che porta ad una più o meno marcata riduzione dell'investimento e, in prospettiva, della resa al raccolto. Riconducibili a questa tipologia sono anche i danni causati dalle larve più grandi quando l'attività trofica si concentra sull'erosione del colletto, delle radici, della base degli steli. Nelle fasi iniziali della coltura, attacchi di questo tipo possono essere perciò di intensità tale da richiedere la ripetizione della semina.
Danni di altro tipo, provocati dalle larve più grandi, dipendono essenzialmente dalle caratteristiche della coltura, degli organi attaccati e del prodotto: ad esempio l'erosione delle foglie può comportare un danno quantitativo o qualitativo nel caso degli ortaggi da foglia, mentre può essere poco rilevante nel caso di varie colture erbacee industriali (es. cereali); l'erosione di radici e tuberi può portare ad un deprezzamento o ad una riduzione della resa nel caso della patata o di ortaggi da radice; l'attacco ai frutti porta ad una perdita quantitativa quando la coltura attaccata è la fragola.
In tutti i casi, l'entità economica del danno è correlata alla densità di popolazione delle larve, perciò qualsiasi ipotesi di intervento deve essere basata sulla valutazione di una soglia di intervento.

## Lotta alle tipule
La difesa nei confronti dei tipulidi fitofagi non è facile e gli interventi, spesso, non sono risolutivi. Il migliore metodo di controllo è la prevenzione delle condizioni che possono portare a una proliferazione delle larve nel terreno. In particolare, nella loro attività di ovideposizione, le femmine sono attratte dall'umidità del terreno e dalla presenza di vegetazione erbacea rigogliosa, perciò un'adeguata profilassi richiede la moderazione nell'irrigazione, un drenaggio efficiente, un controllo efficace delle erbe infestanti. Le lavorazioni del terreno possono ridurre la popolazione di larve: per esempio, l'aratura interra le larve a profondità eccessiva provocandone la morte, oppure quelle superficiali come la sarchiatura possono portarle in superficie esponendole all'attività degli uccelli predatori. A proposito di questi ultimi, è citata l'utilità degli animali da cortile, come il pollame, su piccole superfici, come per esempio gli orti familiari.
Gli interventi chimici si basano essenzialmente su due metodologie. Un intervento, di tipo fondamentalmente preventivo, consiste nella geodisinfestazione, da eseguirsi prima della semina o del trapianto su terreni umidi e in presenza di una consistente popolazione di larve. Gli insetticidi impiegabili sono quelli ad azione geodisinfestante ammessi per la tipologia di coltura. L'altro intervento consiste invece nella distribuzione in superficie di esche granulari a base di metiocarb, che di norma sono impiegate come lumachicidi. Fra gli interventi fitoiatrici curativi è segnalata anche la possibilità di eseguire a pieno campo l'irrorazione di un insetticida liquido ad ampio spettro e ad alto potere abbattente come un piretroide, tuttavia il ricorso a questo intervento potrebbe essere, oltre che poco risolutivo, deleterio nei confronti dell'entomofauna utile. In ogni caso, a differenza della profilassi, il controllo chimico non offre buoni risultati.

## Sistematica

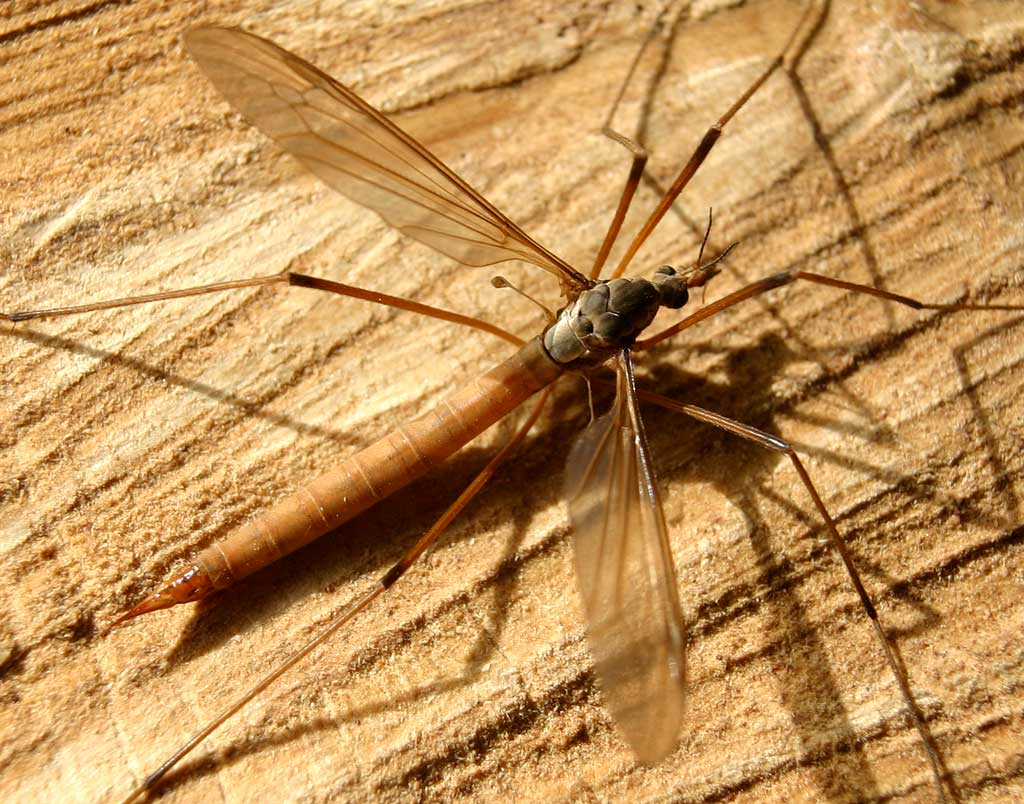
Tipula oleracea, detta "zanzarone degli orti", è una delle specie più comuni e dannose.

La sistematica dei Tipulidae è soggetta a due differenti orientamenti. Quello tradizionale e usato soprattutto fra gli Autori anglosassoni inquadra i Tipulidae come raggruppamento esteso che si identifica come unica famiglia dei Tipuloidea. In questo schema tassonomico, la famiglia dei Tipulidae sensu lato comprende perciò anche la più vasta famiglia dei Limoniidae e la piccola famiglia dei Cylindrotomidae ridotte al rango di sottofamiglie (Limoniinae e Cylindrotominae). I Pediciidae sono inclusi come tribù all'interno della sottofamiglia dei Limoniinae (Pediciini). Gli Autori europei, dagli anni novanta, propendono invece per un inquadramento che suddivide la superfamiglia in quattro famiglie: Limoniidae, Tipulidae sensu stricto, Pediciidae e Cylindrotomidae.
Sotto l'aspetto filogenetico, i Tipulidae sensu stricto formerebbero un clade monofiletico strettamente correlato ai Cylindrotomidae.
Adottando la classificazione di OOSTERBROEK, la famiglia dei Tipulidae sensu stricto si suddivide in tre sottofamiglie, comprendendo nel complesso 6-7000 specie e si colloca come gruppo più rappresentativo e ricco di specie dopo i Limoniidae:
- Sottofamiglia Ctenophorinae Kertézs, 1902. Comprende cinque generi: Ctenophora, Dictenidia, Phoroctenia, Pselliophora, Tanyptera.
- Dolichopezinae Kertész, 1902. Comprende il solo genere Dolichopeza.
- Tipulinae Latreille, 1802. Comprende 37 generi: Acracantha, Angarotipula, Austrotipula, Brachypremna, Brithura, Clytocosmus, Elnoretta, Euvaldiviana, Goniotipula, Holorusia, Hovapeza, Hovatipula, Idiotipula, Indotipula, Ischnotoma, Keiseromyia, Leptotarsus, Macgregoromyia, Megistocera, Nephrotoma, Nigrotipula, Ozodicera, Platyphasia, Prionocera, Prionota, Ptilogyna, Scamboneura, Sphaerionotus, Tipula, Tipulodina, Valdiviana, Zelandotipula.

Abbondantemente rappresentata è la famiglia fra i fossili. Come per tutti i Tipuloidei, la maggior parte dei reperti fossili risale al Cenozoico, ma l'origine della famiglia è più antica e risale al Mesozoico, per lo meno al Cretaceo.

## Distribuzione

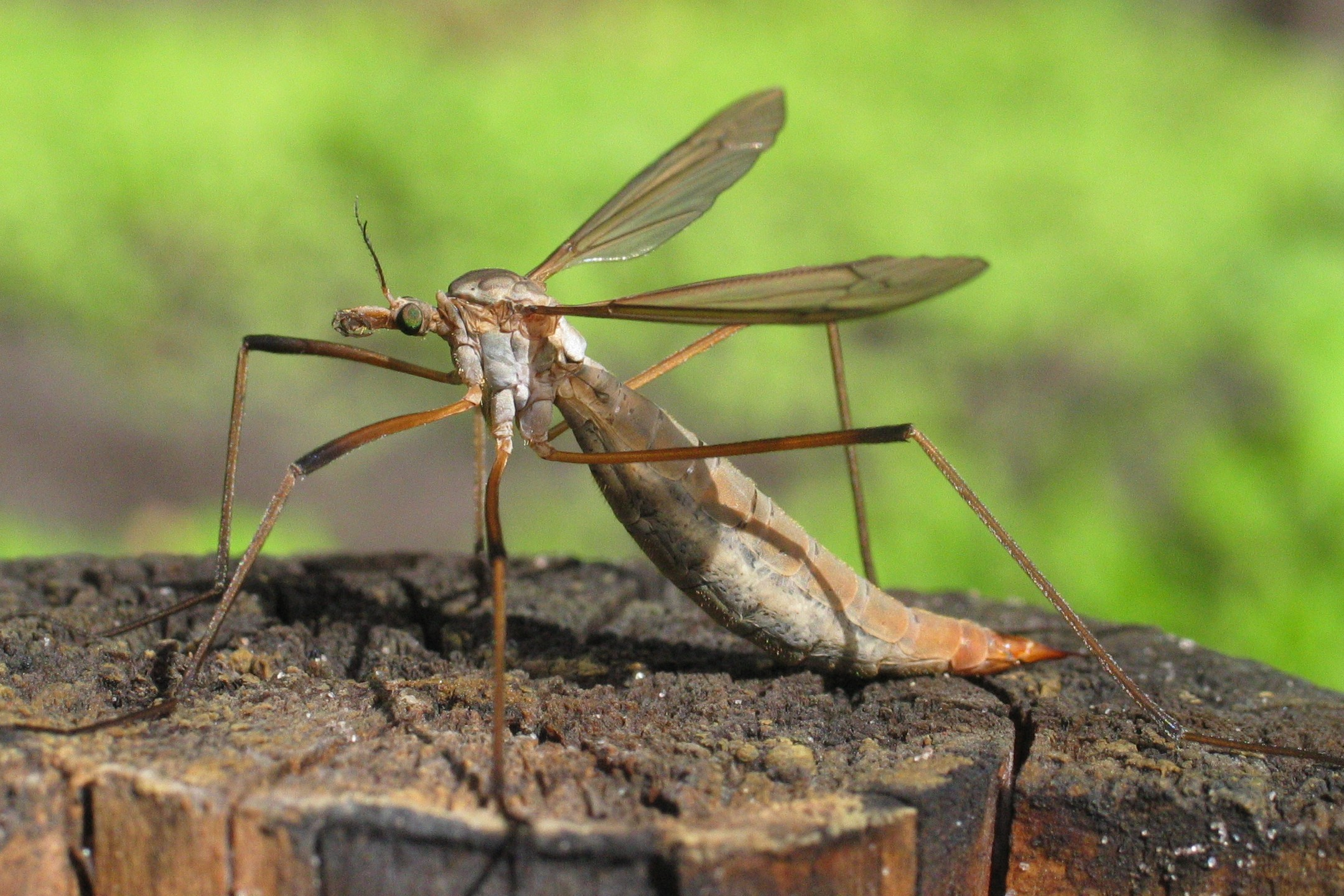
Tipula paludosa, detta "tipula dei prati", un'altra specie particolarmente dannosa ma in Italia localizzata solo nella fascia prealpina.

La famiglia ha un'ampia distribuzione, ma con una concentrazione particolare nella regione oloartica. In Europa sono presenti circa 450 specie.
In Italia sono segnalate oltre 160 specie appartenenti ai generi Ctenophora, Dictenidia, Dolichopeza, Nephrotoma, Nigrotipula, Tanyptera e Tipula. Quest'ultimo genere è tuttavia quello più largamente rappresentato, con oltre 130 specie. Di particolare interesse è il numero degli endemismi, che per il territorio italiano ammonta a 31 specie o sottospecie. Fra le specie di maggior interesse agrario, in Italia, sono generalmente citate le seguenti:
- Tipula oleracea. Nota con il nome comune di "zanzarone degli orti", è ampiamente diffusa in tutta l'Europa, con una maggiore frequenza nel sud. In Italia è uno dei tipulidi più comuni e più dannosi in tutto il territorio nazionale. Compie due generazioni l'anno.
- Tipula paludosa. Nota con il nome comune di "tipula dei prati", ha anch'essa un'ampia distribuzione, ma in Italia è frequente nelle regioni settentrionali. Compie una generazione l'anno.
- Tipula italica. In Italia è presente nel nord, nella penisola e in Sicilia, con la sottospecie italica, e solo in Sardegna, con la sottospecie errans. Compie una generazione l'anno.
- Nephrotoma appendiculata. In Italia è presente con due sottospecie: l'appendiculata è presente in Sardegna, la pertenua nel resto del territorio nazionale. A differenza delle specie precedenti mostra una minore polifagia e indirizza preferibilmente i suoi attacchi sui prati di leguminose.